# Оттавіано — Сан-П'єтро — Музеї-Ватикані (станція метро)
41°54′34″ пн. ш. 12°27′29″ сх. д. / 41.90944° пн. ш. 12.45806° сх. д.
Оттавіано — Сан-П'єтро — Музеї-Ватикані (італ. Ottaviano - San Pietro - Musei Vaticani) — станція лінії А Римського метрополітену. Станція розташована під рогом вулиць Джуліо Чезаре (італ. viale Giulio Cesare), Оттавіано (італ. via Ottaviano) та Барлетта (італ. via Barletta).
Відкрита 16 лютого 1980 році у першій черзі лінії А (від Ананьїна до Оттавіано) як кінцева станція лінії А у північно-західному напрямку. З 29 травня 1999 року, було відкрито продовження лінії, і станція стала транзитною. 
З 2006 року біля станція ведуть археологічні розкопки під час підготовки до будівництва лінії метро C. По запуску лінії С має стати пересадною станцією між лініями А та С.
Є двопрогінною станцією мілкого закладення з двома береговими платформами.

## Пам'ятки
Поблизу станції розташовані:
- Ватикан
  - Собор Святого Петра
  - Площа Святого Петра
  - Музеї Ватикану
- Віа-делла-Кончіліационе[en]
- П'яцца-дель-Рісорджіменто
- Борґо
- Праті

## Пересадки
- Автобуси: 23, 32, 49, 70, 490, 492, 590, 913, 982, 990.
- Трамвай: 19.